# Бадунова Палута
Палута (Пелагея) Олександрівна Бадунова (7 вересня 1885, Новобелиця — 29 листопада 1938, Мінськ) — білоруська політикиня, одна з лідерів Білоруської партії соціалістів—революціонерів, член Ради та Народного секретаріату Білоруської Народної Республіки, відстоювала позицію незалежності Білорусі.

## Біографія
Народилася в містечку Новобелиця (зараз один з районів Гомеля). Батько, Олександр Йосипович, здавав в оренду невеликий маєток, що було основним прибутком сім'ї, де було семеро дітей — два сини та п'ять дочок. Палута закінчила двокласну школу в Буйничах коло Могильова, після якої здала екзамени на домашню вчительку російської мови та географії. З 1905 року почала працювати в школах Гомельського повіту.
В 1914—1917 роках навчалася на вищих історико-літературних курсах в Петрограді, де я відбулося знайомство Палути з осередком молодої білоруської інтелігенції. В червні 1917 року була обрана членом ЦК Білоруської соціалістичної громади. Була депутатом Петроградської Ради робочих та селянських депутатів. З 5 серпня 1917 року — член ревізійної комісії Центральної ради білоруських організацій в Мінську. Брала участь в роботі І Загальнобілоруського з'їзду.
21 лютого 1918 року увійшла в Народний секретаріат БНР, займала посаду народного секретаря опіки. Брала участь у відкриті білоруських дитячих притулків і шкіл. Голова організованого у Мінську 4 травня 1918 року добродійного білоруського фонду «Тітка». Член Білоруської партії соціал-революціонерів, секретар ЦК партії. 12 листопада 1919 року обрана заступницею голови Народної ради БНР.
17 листопада 1919 року разом з Язепом Мамоньком та Вацлавом Ластовським була заарештована польською владою. В квітні 1920 року, як представник БПСР вела переговори з ЦК РКП(б) в Москві. На з'їзді БПСР 25 грудня 1920 року в Мінську відстоювала політичну лінію лавірування у відносинах з радянською владою, вважаючи можливою трансформацію БРСР у суверену національну державу.
Вночі з 16 на 17 лютого 1921 року під час акції примусової «ліквідації БПСР» Палута разом з іншими членами партії була заарештована більшовиками. Їй, керівникові правого крила партії есерів, інкримінували зв'язок з підпільними організаціями у Вітебській, Смоленській, Гомельській губерніях, а також з організаціями по інший бік польсько-радянського фронту. Під час арешту значно погіршився стан її здоров'я. Зрештою, 16 серпня 1921 року вона була звільнена.
У кінці грудня 1922 року нелегально перейшла польський кордон й опинилася у Вільнюсі. Приблизно через місяць було заарештована польською жандармерією з метою встановлення особи та повернення в СРСР. Тільки в серпні її звільнили з-під арешту з вимогою невідкладно покинути територію Польщі. Але до того як покинути Польщу, Палута встигла зустрітися та виступити перед діячами білоруського національного руху у Вільнюсі, Гданську, дивом уникнувши затримання.
В 1923–1925 роках мешкала у Празі. Тут вступила в Український вищий педагогічний інститут імені М.Драгоманова. Але через важкий стан здоров'я, часті захворювання вона перервала навчання. Великим ударом для Бадунової стала новина про ліквідацію БПСР, це рішення було прийняте з'їздом партії, що відбувся у жовтні 1924 року у Мінську. Почали проявлятися нервово-психічні захворювання.
У 1923 році уряд БРСР оголосив амністію діячам білоруського руху, які не боролися зі зброєю в руках. Це супроводжувалося білорусизацією, збільшенням території БРСР, переходом до НЕПу. Черговий раз довірившись більшовикам, приблизно в середині 1925 року почали масово повертатися емігранти. У січні 1925 року Палута повернулася в СРСР. Наступні 5 років вона жила у своєї сестри в Мінську, спробувала налагодити співпрацю з Інститутом білоруської культури.
Перша хвиля репресій проти білоруської інтелігенції, що почалася у 1930 році, Палуту на зачепила, можливо з огляду на стан її здоров'я. У 1930 році вона повернулася у Гомель. Працювала вчителькою у Новобілицькій школі, на курсах білорусознавства в Гомелі.
Влітку 1937 року почалася нова хвиля репресій. 3 вересня 1937 року Палута була заарештована. 30 листопада 1937 Особлива трійка НКВД БРСР винесла вирок — 10 років виправно-трудових таборів. 25 травня 1938 року засуджена до найвищої міри покарання. Розстріляна 29 листопада 1938 року у Мінську.
Реабілітована 21 червня 1989 року постановою Президіуму Верховної Ради СРСР по причині відсутності складу злочину.

## Вшанування пам'яті
Гомельські громадські активісти звернулися до влади з проханням перейменувати вулицю болгарського комуніста Димитрова, на якій жила Бадунова, на її честь. Разом зі зверненням було передано 200 підписів гомельчан. У зв'язку з цим Гомельський міськвиконком має намір провести збір інформації про діяльність міністра Білоруської Народної Республіки Палути Бадунової та розглянути питання про перейменування на її честь міської вулиці. Прохання не було задоволене.

### Фільм
В 2012 році була знята документально-художня стрічка про Палуту Бадунову «Палута Бадунова — згадати та не забути», режисер Валерій Мазинський. Ідея створити фільм належить гомельській журналістці й історику Ларисі Щираковій. Вона сама почала знімати його за книгою Валентини Лебедевої, а потім звернулася до Валерія Мазинського. Головну роль виконала член Білоруської асоціації журналістів Лариса Щиракова. У кінострічці також знялися громадські активісти з Гомеля.
Чеський період життя Палути знімався у Чехії — в Мисліборцах, у старовинному замку. Зйомки також проходили у Карловому університеті. Прем'єра фільму відбулася восени 2012 року на телеканалі «Белсат».